# 조선운송
조선운송주식회사(朝鮮運送株式會社)는 일제강점기 한반도의 운송 회사였다.
1930년 설립되어 5월 16일 영업을 시작했다. 당시에는 마루보시(일본어: 丸星)라는 이름으로도 불렸다.
1937년 2월에 사보인 《조운》을 발간했는데, 한국 역사상 최초의 사보이다.
해방 뒤에는 국영 기업이 되었다. 1962년 조선미곡창고와 합병되었고, 1968년 민자 기업으로 넘어갔다. 지금의 CJ대한통운의 전신이다.